# Pierre Brébiette
Pierre Brebiette (Mantes-la-Jolie, 1598 - Paris, vers 1650) est un peintre et graveur de l'école française. On a de lui plusieurs dessins, mais encore une seule peinture signée, identifiée au musée des beaux-arts et d'archéologie de Châlons-en-Champagne : L'Enlèvement de Proserpine par Pluton (huile sur toile, collection Picot). Une autre peinture, une Crucifixion conservée dans l'église Notre-Dame-en-Vaux de Châlons-en-Champagne, classée monument historique en 1907, lui est attribuée.
Une exposition lui a été consacrée en 2001-2002 au musée des Beaux-Arts d'Orléans.

## Biographie
Comme de nombreux jeunes artistes français, Pierre Brebiette effectue un voyage à Rome où il se trouve vers 1617. Il y séjourne environ huit ans et s'inspire à la fois des antiques, des maîtres de la Renaissance et des contemporains, comme les Carrache et Le Caravage, tout continuant à exploiter les effets propres au maniérisme.
Il rentre à Paris vers 1625-1626 et se marie le 19 septembre 1626 avec Louise de Neufgermain (1602-1637) dont le père Louis de Neufgermain est un poète introduit à la Cour. Ils auront sept enfants. 
Parmi sa production figurent des eaux-fortes réalistes pleines de vivacité et d'esprit, souvent en rapport avec des proverbes satiriques, dont certains dessins préparatoires sont conservés.

## Œuvres

### Tableaux
- Le Christ entre les deux larrons, huile sur toile, (188 × 140 cm), Collégiale Notre-Dame-en-Vaux, Châlons-en-Champagne[5]
- L'Enlèvement de Proserpine, huile sur bois, Musée du Louvre[6]
- L'Enlèvement de Proserpine, version plus tardive que la précédente, huile sur toile, (109 × 151 cm), musée des Beaux-Arts et d'Archéologie, Châlons-en-Champagne[7]
- Jésus chez Marthe et Marie, église Saint-Martin, Solers, huile sur toile, (97,5 × 135,5 cm)[8]
- Neptune calmant la tempête, huile sur toile, (111,7 × 148 cm), collection particulière[9]

Peintures de Pierre Brebiette
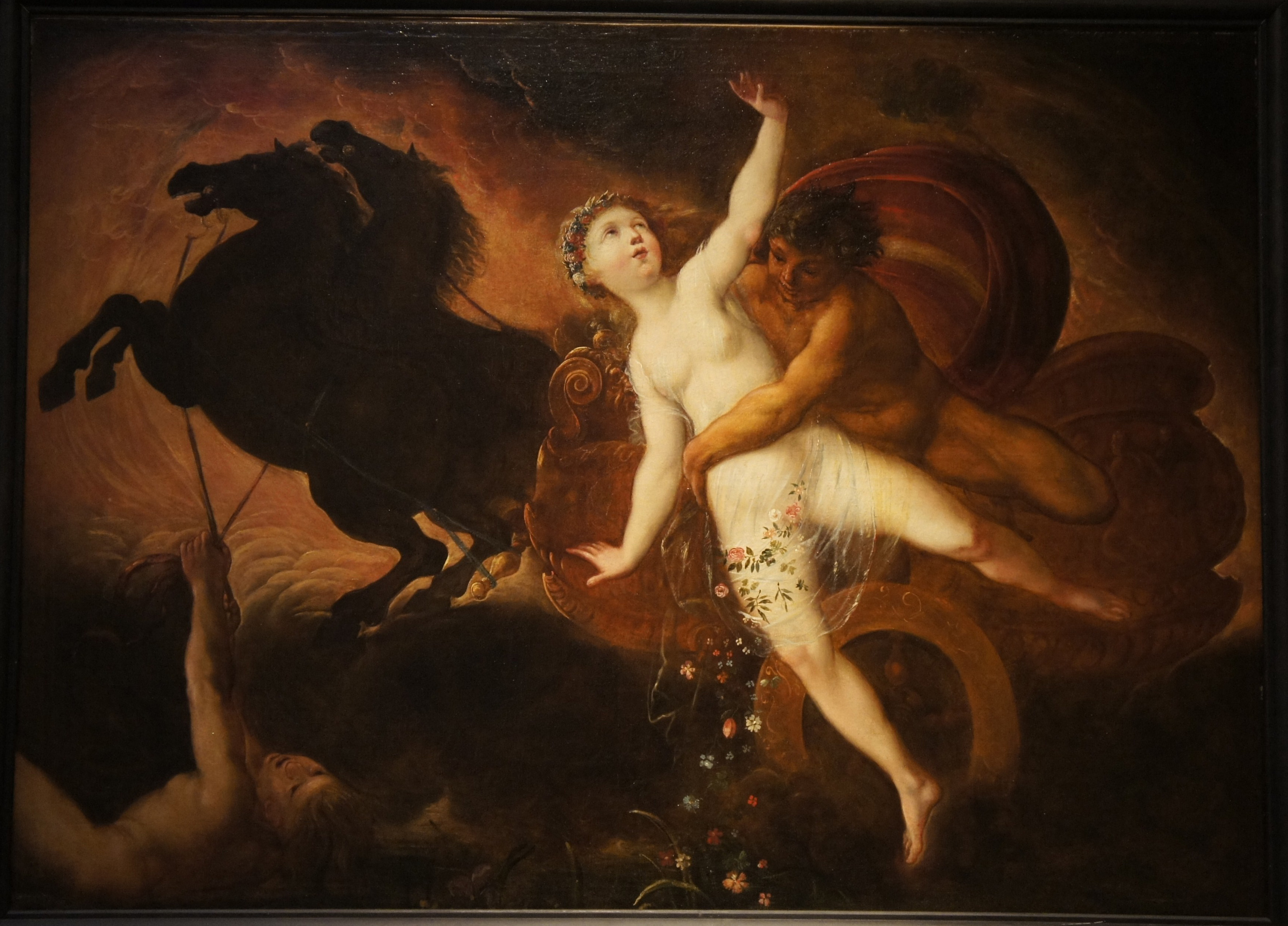
Enlèvement de Proserpine
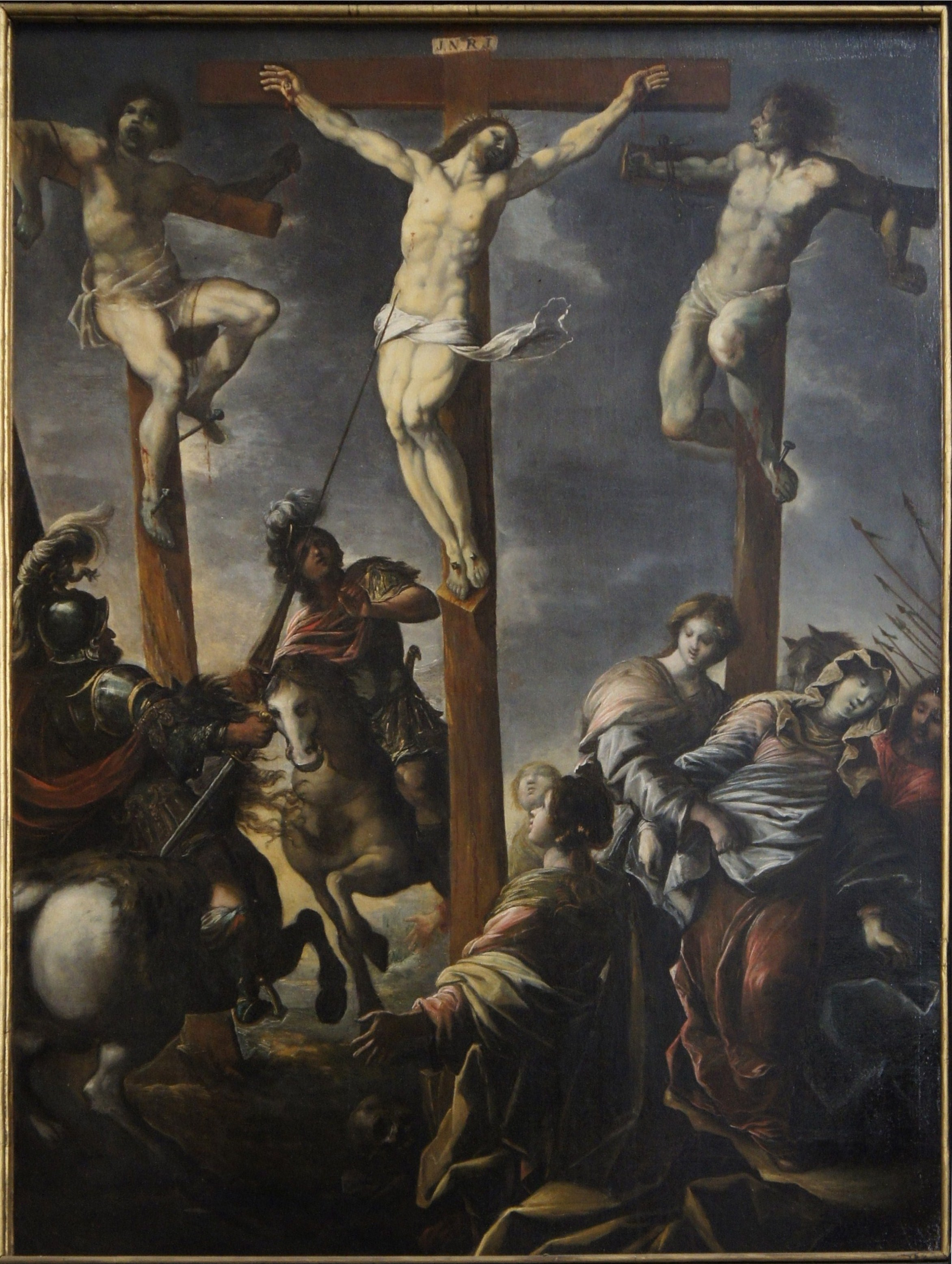
Le Christ entre les deux larrons
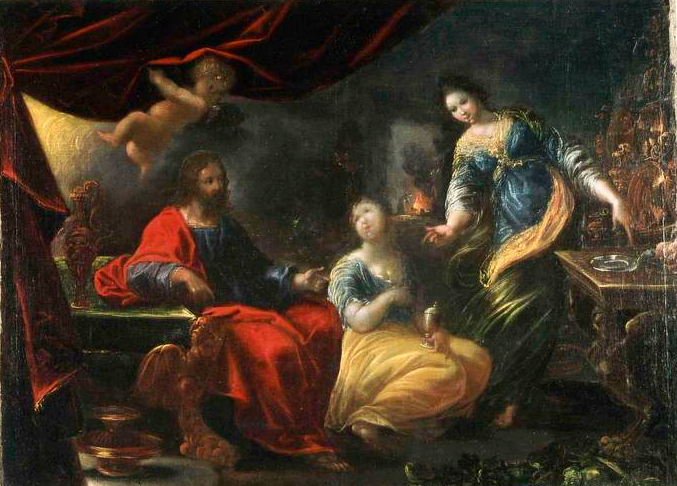
Jésus chez Marthe et Marie

### Dessins et gravures
- Sainte Marguerite et le démon lui apparaissant sous la forme d'un dragon, eau-forte, 11,7 x 15,7 cm. Nemours, Château-Musée, 2019.0.149.
- Fille jouant du luth près de son amant, gravure au burin, (18,8 × 22,6 cm)[10]
- Junon, Minerve et Vénus sur le mont Hélicon avec, à leurs pieds, les Muses en musiciennes , sanguine, (26,3 × 42,2 cm)[11]
- Vieille femme tenant des fleurs et un éventail de plumes, eau-forte, (15,5 × 11,9 cm)[12]
- Paysan avec une canne, dessin à la craie rouge, (37,5 × 18,7 cm), Rijksmuseum Amsterdam[13]
- Paysan avec une canne, trois quarts à gauche, dessin à la craie rouge, (37,5 × 18,7 cm), Rijksmuseum Amsterdam[14]
- Le Déluge, dessin, (23 × 18,2 cm), Metropolitan Museum of Art, New York[15]
- Triomphe d'Amphitrite, sanguine, (12,1 × 20,4 cm), Département des arts graphiques du musée du Louvre[16]
- Jeune fille tenant des pincettes et un gril, sanguine, (12,1 × 20,4 cm), département des arts graphiques du Louvre[17]
- Persée décapitant Méduse avec l'aide de Minerve, sanguine, (23,6 × 18,9 cm), département des arts graphiques du Louvre[18]
- Le Char de Vénus, sanguine, palais des Beaux-Arts de Lille[19]
- Apollon et les Muses, sanguine, plume, encre brune, lavis d'encre de Chine et rehauts de blanc. H. 0,246 ; L. 0,343 m[20]. Paris, Beaux-Arts de Paris. Brébiette s'est sans doute inspiré pour cette composition de l'estampe de Giorgio Ghisi d'après Luca Penni représentant Le Parnasse à laquelle il emprunte le schéma d'ensemble et la pose de quelques figures. La destination de ce dessin est assez mystérieuse, il est possible qu'il ait pu servir de frontispice pour une publication des années 1635-1640[21].
- En 1638 un recueil de certaines gravures de Pierre Brebiette parait sous le titre Opera diversa, nunc primum a Petro Brebiette, pictore regio, inventa, tabulis aeneis delineata[22] dont :
  - Autoportrait où il se représente tenant de sa main droite un médaillon à l'image de sa femme récemment décédée[23]
  - Portrait de François Quesnel, peintre et enlumineur[24]
  - Le Sacrifice d'Abraham[25]
  - Deux philosophes observant une éclipse[26]
  - La Tentation de saint Antoine[27]
  - Allégorie du retour de Brebiette à Paris[28]
  - Diogène de Sinope et Alexandre le Grand, la gravure représente la scène fameuse où le philosophe dit au conquérant : « Ne me fait pas d'ombre ou ôte-toi de mon soleil »[29]
  - Élie et Élisée, la gravure représente Élie au moment où il monte au ciel dans un char et laisse son manteau à Élisée[30].
  - Des Anges donnent des fruits à la Sainte Famille endormie[31]
  - Sainte Anne apprend à lire à la Vierge Marie
  - Vierge et l'Enfant survolant le marais ; saint Joseph sortant l'âne du marais[32]
- La Baignade (titre traditionnel : Daphnis et Chloé), vers 1630-1635, pierre noire avec rehauts de gouache blanche sur papier blanc, 17,3 x 22,3 cm, musée des Beaux-Arts d’Orléans[33].

Gravures et dessins de Pierre Brebiette
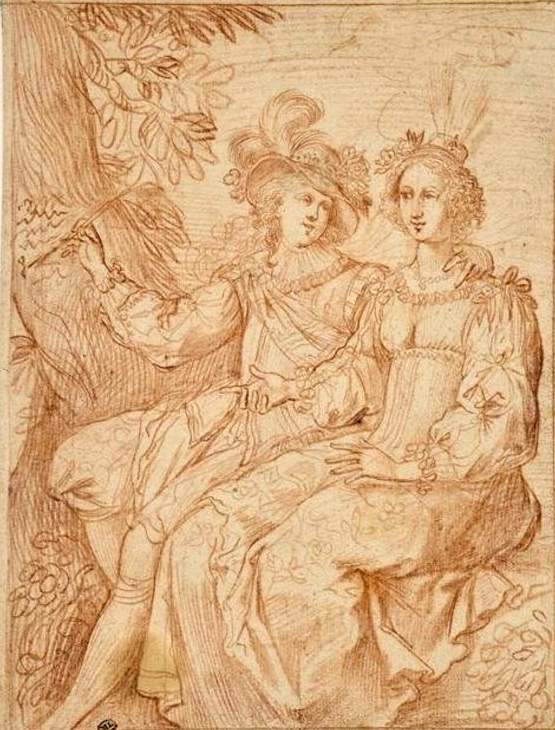
Couple enlacé sous un arbre
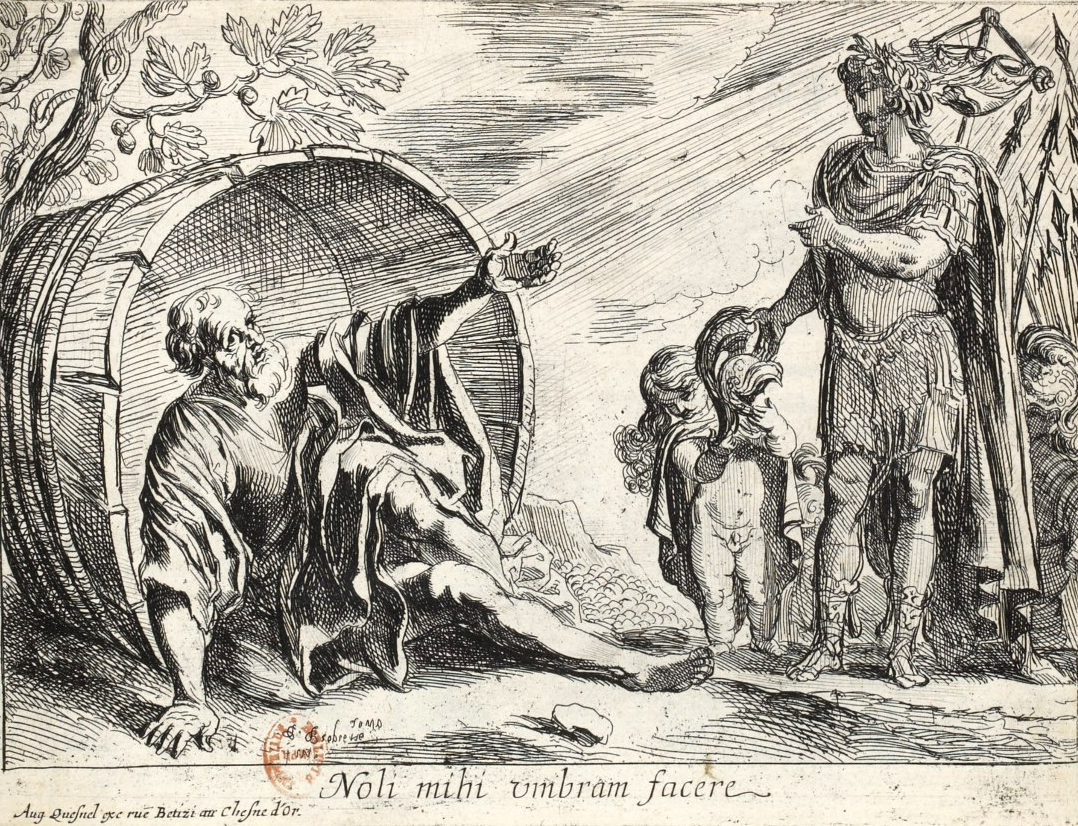
Diogène et Alexandre le Grand
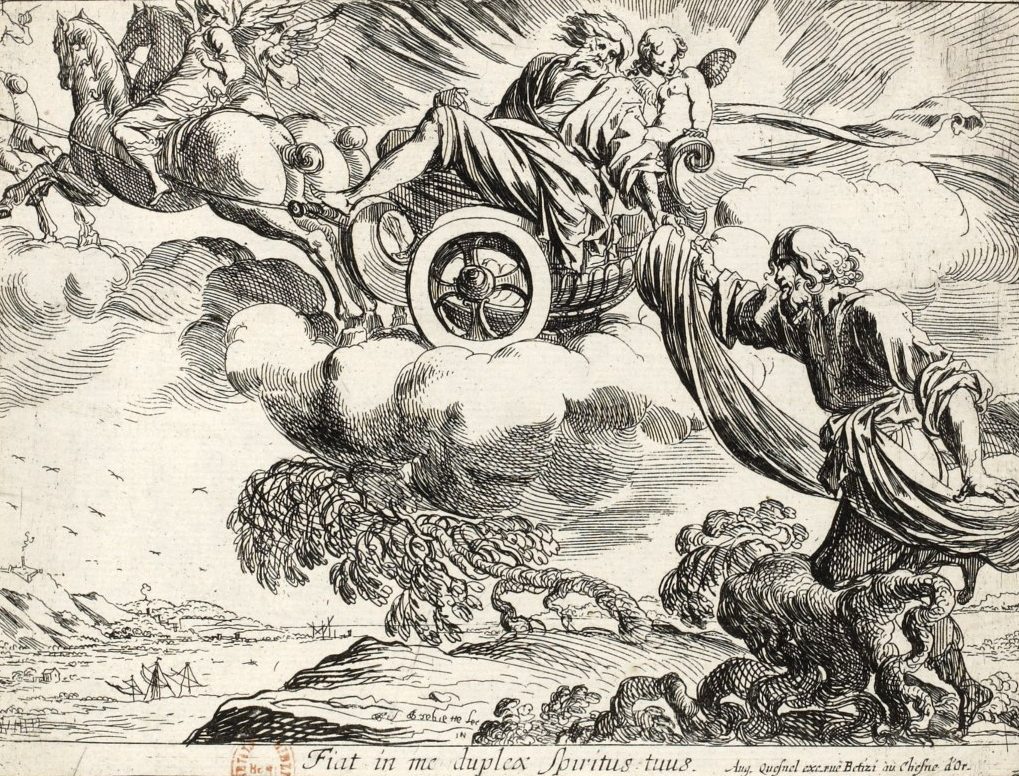
Élie et Élisée
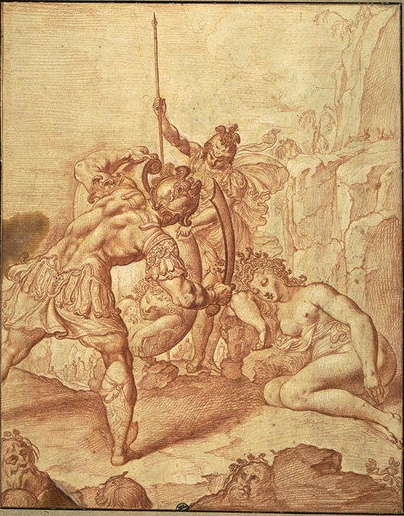
Persée décapitant Méduse avec l'aide de Minerve